# هاغتون فورست
هاغتون فورست (بالإنجليزية: Haughton Forrest)‏ هو رسام أسترالي، ولد في 30 ديسمبر 1826، وتوفي في 20 يناير 1925.

## معرض صور

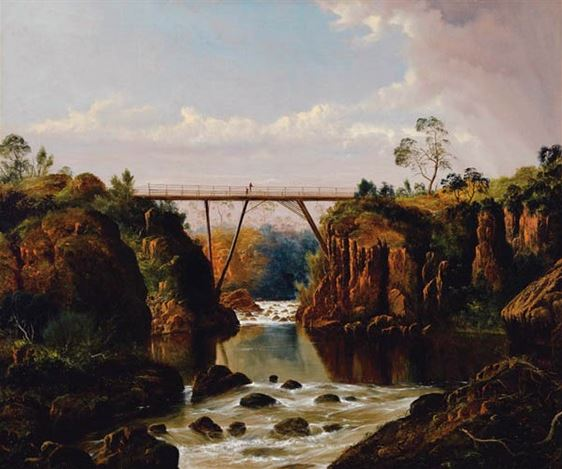
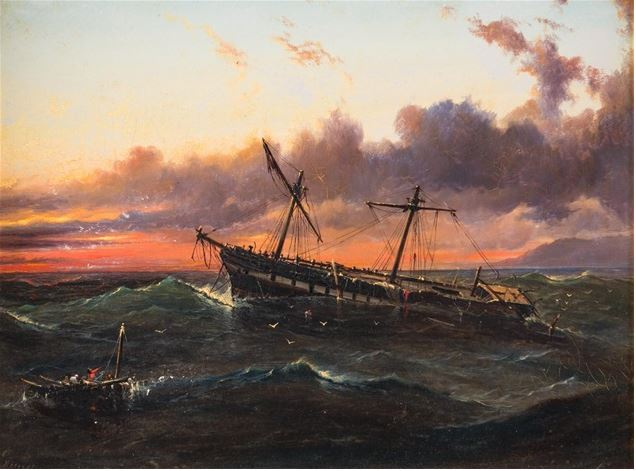
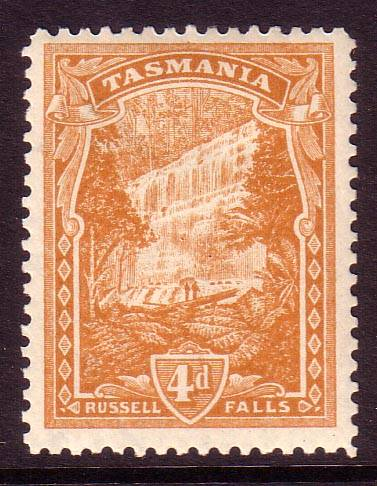
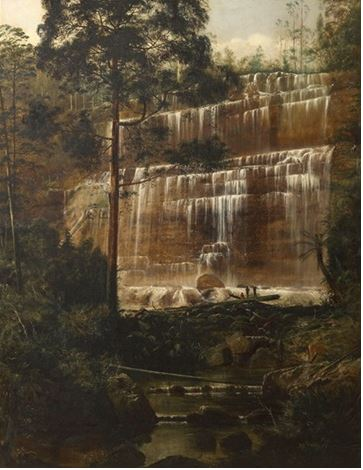
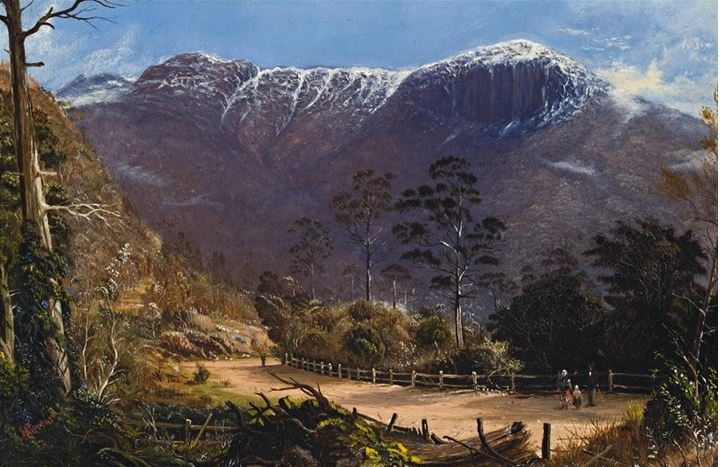